# Stu Ungar
Stu Ungar (Manhattan (New York), 8 september 1953 - Las Vegas (Nevada), 22 november 1998) was een professionele pokerspeler uit de Verenigde Staten. In 1980, 1981 en 1997 werd hij wereldkampioen door het Main Event van de World Series of Poker te winnen. Hij is een van de twee spelers, in de gehele geschiedenis van de WSOP, die het toernooi een recordaantal van drie keer won. De andere speler die dit lukte was Johnny Moss. Overigens was in de tijd van Ungar de WSOP niet het belangrijkste evenement. Amarillo Slim's Super Bowl of Poker werd hoger ingeschat. Ook dat toernooi wist Ungar als enige driemaal te winnen. In 2003 verscheen er ook een film over het turbulente leven van Ungar:  High Roller: The Stu Ungar Story.
Ungar werd in 2001 opgenomen in de Poker Hall of Fame.

## World Series of Poker bracelets
| Jaar | Toernooi                                    | Prijs      |
| ---- | ------------------------------------------- | ---------- |
| 1980 | $10.000 No Limit Hold'em World Championship | $365.000   |
| 1981 | $10.000 No Limit Hold'em World Championship | $375.000   |
| 1981 | $10.000 Deuce to Seven Draw                 | $95.000    |
| 1983 | $5.000 Seven Card Stud                      | $110.000   |
| 1997 | $10.000 No Limit Hold'em World Championship | $1.000.000 |

## Geniale gek
Ungar werd beschouwd als geniaal, maar was tevens verslaafd aan onder meer cocaïne. Deze eigenschappen kruisten in 1990 toen hij deelnam aan het belangrijkste toernooi (de main event) van de World Series of Poker. Hij werd op de derde dag bewusteloos op zijn kamer gevonden met een overdosis drugs in zijn lichaam. Zijn voorsprong op de rest van het veld was op dat moment niettemin zo groot dat hij zonder nog te spelen negende werd, omdat het zo lang duurde voordat de blinds hem al zijn fiches kostten.
Ungars drugs- en gokverslavingen deden het geld net zo snel zijn zakken in- als uitrollen. Zijn cocaïneverslaving beschadigde zijn lichaam zo zwaar dat hij op zeker moment overging tot het roken van crack; zijn neus was zo kapot dat snuiven niet meer ging.

## Overlijden
Op 22 november 1998 werd Ungar dood aangetroffen op zijn hotelkamer in het Oasis Motel in Las Vegas. Een autopsie wees uit dat er niet genoeg drugs in zijn lichaam aanwezig was om direct verantwoordelijk te worden gesteld voor zijn overlijden. Ungars stierf officieel door de slechte toestand van zijn hart, veroorzaakt door jaren van overmatig drugsgebruik. Hij liet amper tot geen bezittingen na. Geld voor zijn uitvaart werd door vrienden en collega's opgebracht.
Moss (3) · Slim · Pearson · Roberts · Brunson (2) · Baldwin · Fowler · Ungar (3) · Straus · McEvoy · Keller · Smith · Johnston · Chan (2) · Hellmuth · Matloubi · Daugherty · Dastmalchi · Bechtel · Hamilton · Harrington · Seed · Nguyen · Furlong · Ferguson · Mortensen · Varkonyi · Moneymaker · Raymer · Hachem · Gold · Yang · Eastgate · Cada · Duhamel · Heinz · Merson · Riess · Jacobson · McKeehen · Nguyen · Blumstein · Cynn · Ensan · Salas · Aldemir · Jørstad  · Weinman · Tamayo